# Grillz
Grillz è l'unico singolo del rapper statunitense Nelly estratto dall'album "Sweatsuit". È stato prodotto da Jermaine Dupri e vi hanno partecipato Paul Wall, Ali e Big Gipp.

## Descrizione
Come lo stesso titolo suggerisce, la canzone parla delle griglie, cioè di quei gioielli che brillano incastonati nei denti e che sono di moda nell'hip hop.
Il testo è stato scritto da molti artisti, quali Beyoncé, Jermaine Dupri, Sean Garrett, Ali Jones, LRoc, Nelly, Paul Wall, Kelly Rowland, T.I. e Michelle Williams.
Anche l'attrice Brandi Williams partecipa alla canzone, cantando un pezzo del ritornello. Tuttavia, il suo featuring non è accreditato.

## Successo commerciale
A distanza di sei settimane di debutto, "Grillz" ha raggiunto la posizione n.5 nella classifica Billboard Hot 100" e la posizione n.1 dopo altre quattro settimane (quindi nel 2006, considerando che era uscita verso fine 2005), diventando così il quarto singolo di Nelly a raggiungere la prima posizione. Ha inoltre raggiunto la posizione n.1 nelle classifiche Hot Ringtones e Hot Rap Tracks, mentre in Regno Unito ha raggiunto la posizione n.24.

## Remix
Ci sono due remix del singolo: uno è con Chingo Bling ed è presente nell'album "Dollarado 2 Texas"; l'altro è con Diamonique e Lil' Rob.

## Classifica
| Chart (2005-2006)                     | Posizione massima |
| ------------------------------------- | ----------------- |
| Billboard Hot 100 (USA)               | 1                 |
| Billboard Hot R&B/Hip-Hop Songs (USA) | 2                 |
| Billboard Hot Rap Tracks (USA)        | 1                 |
| RIANZ Singles Chart (Nuova Zelanda)   | 10                |
| ARIA Singles Chart (Australia)        | 11                |
| Irish Singles Chart (Irlanda)         | 12                |
| World Singles Top 40                  | 21                |
| Official Singles Chart (UK)           | 24                |
| Germany Singles Top 100 (Germania)    | 53                |
| Austria Singles Top 75 (Austria)      | 74                |